# 로리 앨런
로리 앨런(Lori Alan, 1966년 7월 18일 ~ )은 미국의 배우, 성우이다.

## 영화
- 토이 스토리 4 (2019년) - 보니 엄마 목소리 역
- 라일리의 첫번째 데이트? (2015년) - 엄마의 슬픔 목소리 역
- 인사이드 아웃 (2015년) - 엄마의 슬픔 목소리 역
- 스폰지밥3D (2015년) - 펄 목소리 역
- 파티 센트럴 (2014년)
- 토이 스토리 공포의 대탈출 (2013년)
- 더 하드 타임즈 오브 RJ 버거 (2010년) - 린다 로빈스 역
- 토이 스토리 3 (2010년) - 보니의 엄마 목소리 역
- 사우스랜드 1 (2009년)
- 하늘에서 음식이 내린다면 (2009년)
- 픽사, 도쿄에 가다 (2008년)
- 코리 인 더 하우스 (2007년)
- 보글보글 스폰지 밥 (2004년)
- 쇼킹 패밀리 (1999년)
- 실버 서퍼 (1998년)
- 신부의 아버지 2 (1995년)
- 프렌즈 (1994년)
- 고양이 특공대 (1993년)